# Durham Storm
Durham Storm je bio nogometni klub koji je igrao u Kanadskoj profesionalnoj nogometnoj lizi. 

Svojevremeno je bio poznat i kao Toronto Oympians (1998. – 2001.) i kao Mississauga Olympians (2002. – 2003.).
Momčad je bila tri puta uzastopno prvacima u ligaškom dijelu prvenstva od 1998. do 2000., a i osvojila je Rogers Cup 2000.

Bili su i doprvacima u ligaškom dijelu prvenstva 2001. i još dvaput, 1998. i 1999.,  sudionicima završnice Rogers kupa, u kojoj su izgubili.
Kao Toronto Oympians tri godine za redom (1998. – 2000.) osvojili su Open Canada Cup.
Unatoč svojim povijesnim uspjesima, klub nije uspio opstati.

Uslijedio je rezultatski pad od 2002. i franšiza je naposljetku ugašena 2005.

## Poznatiji igrači
- Eddy Berdusco
- Elvis Thomas
- Densill Theobald